# Michal Ledl
Michal Ledl (9 de enero de 1991) es un deportista checo que compitió en natación. Ganó una medalla de bronce en el Campeonato Europeo de Natación en Piscina Corta de 2012, en la prueba de 4 × 50 m estilos.

## Palmarés internacional
| Campeonato Europeo en Piscina Corta | Campeonato Europeo en Piscina Corta | Campeonato Europeo en Piscina Corta | Campeonato Europeo en Piscina Corta |
| Año                                 | Lugar                               | Medalla                             | Prueba                              |
| ----------------------------------- | ----------------------------------- | ----------------------------------- | ----------------------------------- |
| 2012                                | Chartres ( Francia)                 | Medalla de bronce                   | 4 × 50 m estilos                    |